# Andrea Mayer

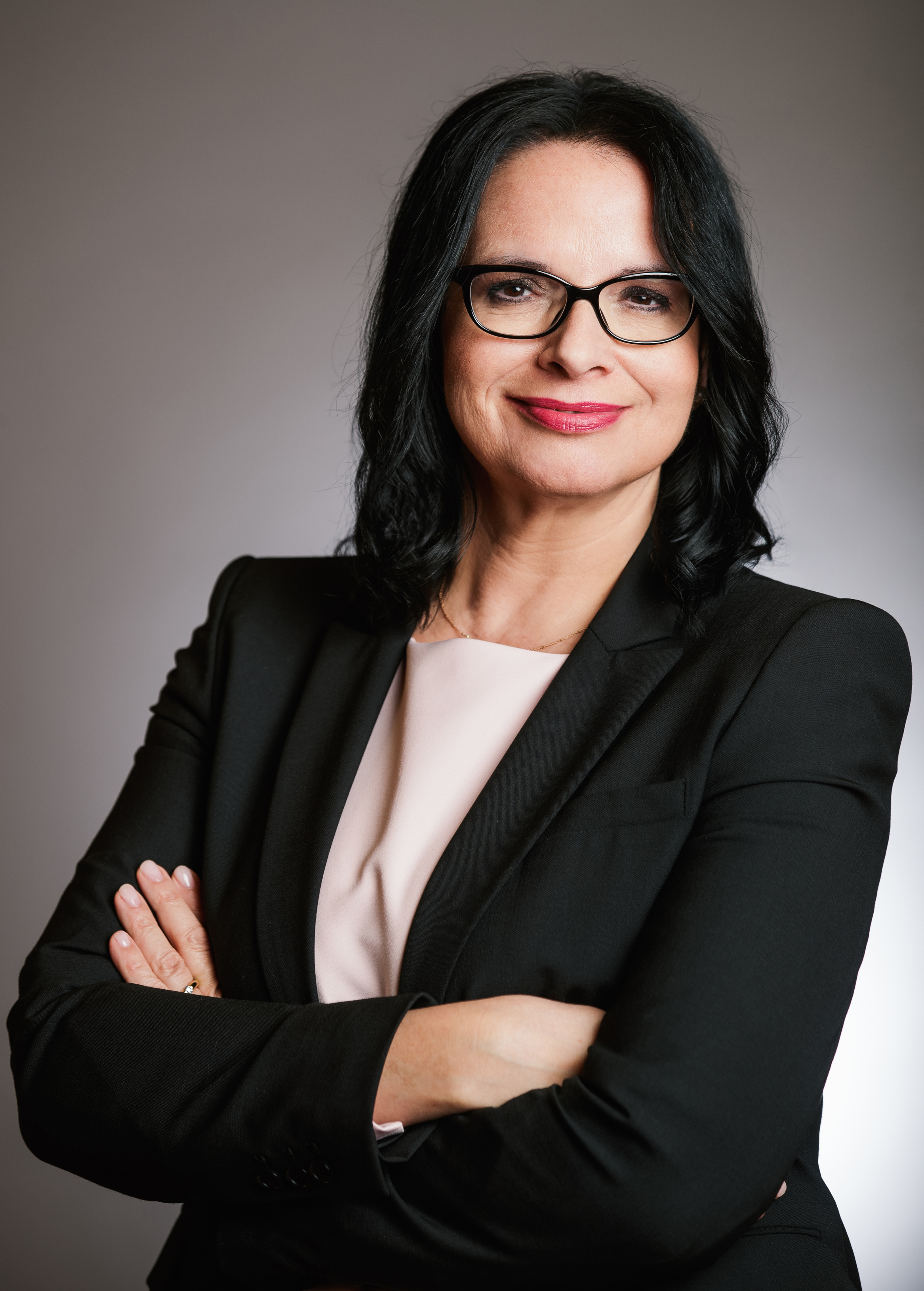
Andrea Mayer (2020)

Andrea Mayer, ehemals Andrea Ecker (geboren am 19. April 1962 in Amstetten), ist eine österreichische Politikerin und Kabinettsdirektorin der Präsidentschaftskanzlei. Vom 20. Mai 2020 bis 2. Oktober 2024 war sie Staatssekretärin im Bundesministerium für Kunst, Kultur, Öffentlicher Dienst und Sport. Dort ist sie Vizekanzler Werner Kogler beigestellt und für die Ressorts Kunst und Kultur verantwortlich. Sie wurde von den Grünen für das Amt nominiert.

## Werdegang
Andrea Mayer studierte Germanistik und Geschichte sowie Rechtswissenschaften an der Universität Wien und schloss mit dem akademischen Grad Magistra ab. Danach arbeitete sie einige Jahre in der Privatwirtschaft. 1993 wurde sie Mitarbeiterin im Stab von Bildungs- und Kulturminister Rudolf Scholten. Später wechselte sie ins Wissenschaftsministerium, wo sie für Innovation und Forschungsfragen verantwortlich zeichnete. 2007 wurde sie von Kulturministerin Claudia Schmied als Sektionschefin für Kunst bestellt. 2015 setzte sie sich nach einer Ausschreibung gegen 17 Bewerber für die Leitung der nunmehr fusionierten Sektion Kunst und Kultur durch und wurde von Kanzleramtsminister Josef Ostermayer in diese Funktion berufen. Sie übernahm Kontrollfunktionen in diversen Aufsichtsgremien großer Kulturinstitutionen, etwa der Salzburger Festspiele, und leitete 2016 interimistisch das Belvedere-Kuratorium.
Im Februar 2017 wurde sie – als erste Frau in dieser Funktion – von Alexander Van der Bellen zur Kabinettschefin in der Präsidentschaftskanzlei berufen. Weggefährten beschreiben ihr Naturell „als ambitioniert, eher pragmatisch als kreativ und von Ausdauer geprägt. Die Bereitschaft, an großen Aufgaben zu wachsen, will ihr niemand in Abrede stellen.“ Schließlich habe sie ihre Arbeit stets ordentlich und zur Zufriedenheit ihrer Vorgesetzten erledigt.
Im Mai 2020 wurde sie von mehreren österreichischen Medien als Favoritin für die Nachfolge von Ulrike Lunacek im Staatssekretariat für Kunst und Kultur gehandelt. Sie wurde zugleich von einer Reihe von Personen der österreichischen Kulturszene als kompetent und für die Aufgabe geeignet beschrieben, darunter Klaus Albrecht Schröder (Albertina) und Herbert Föttinger (Theater in der Josefstadt) – „hervorragend qualifiziert“ und „kulturaffin“. Vorschusslorbeeren erhielt sie auch von Sabine Haag (Kunsthistorisches Museum), Helga Rabl-Stadler (Salzburger Festspiele), Johanna Rachinger (Österreichische Nationalbibliothek), Marie Rötzer (Landestheater Niederösterreich), von der Volksoper Wien und den Bregenzer Festspielen und von Gerhard Ruiss (IG Autorinnen Autoren). Ruiss: „Ich kenne sie als sehr energisch, aber in einer angenehme Weise, und als sehr engagiert in der Sache. Das brauchen wir jetzt, das brauchen wir jetzt ganz dringend!“
Sie wurde am 18. Mai 2020 vom Bundesvorstand der Grünen als Staatssekretärin berufen und am 20. Mai 2020 von Bundespräsident Alexander Van der Bellen angelobt. In der Zeit im Bild 2 desselben Tages gab sie bekannt, dass sie ihre SPÖ-Mitgliedschaft ruhend gestellt habe. Sie beabsichtige nicht, Mitglied der Grünen zu werden.
Am 2. Oktober 2024 wurde die Bundesregierung Nehammer entlassen und mit der Fortführung der Geschäfte bis zur Bildung einer neuen Regierung beauftragt. Mayer schied mit diesem Tag ganz aus der Regierung aus, um erneut das Amt der Kabinettsdirektorin der Präsidentschaftskanzlei zu übernehmen.
Andrea Mayer ist Mutter von Zwillingen.